# Molen van 't Veld
De Molen van 't Veld is een standerdmolen met halfopen voet die zich bevindt in de stad Geel en de functie had van korenmolen.
De molen werd gebouwd in 1796 en stond aanvankelijk in Heist-op-den-Berg. In 1823 werd hij echter overgebracht naar Elsum, waar hij stond aan de weg naar Larum. De laatste molenaar-eigenaar was Karel van de Weyer, die hem in 1964 herstelde en tot 1987 regelmatig liet draaien. Na diens dood werd de molen verwaarloosd en dreigde volledig te vervallen. Hij werd echter afgebroken en in 1993 ten westen van Ten Aard weer opgebouwd. De molen staat op een molenbelt die vier meter hoog is.
Onder de molen bevindt zich een educatieve ruimte waar zich ook een aantal voorwerpen bevindt die uit een molenmakerij afkomstig zijn. Vlak bij de molen is er een bakkerijmuseum.

- Inventaris van het Bouwkundig Erfgoed (Vlaanderen): 52491